# The Sins of Rachel Cade
The Sins of Rachel Cade (bra Um Raio em Céu Sereno) é um filme estadunidense de 1961, do gênero drama romântico, dirigido por Gordon Douglas, com roteiro de Edward Anhalt baseado no romance Rachel Cade, de Charles Mercer.
A despeito da fé protestante da protagonista, a trama guarda semelhanças com The Nun's Story (Fred Zinnemann, 1959), do qual foram aproveitadas cenas de arquivo nesta produção.

## Sinopse
Enquanto na Europa a Alemanha nazista segue conquistando territórios, no antigo Congo Belga a médica Rachel tenta ajudar os nativos famintos e se apaixona por um piloto britânico que se acidentara, para ciúme de um coronel americano.

## Elenco
- Angie Dickinson....... Rachel Cade
- Peter Finch....... Coronel Henry Derode
- Roger Moore....... Paul Wilton
- Errol John....... Kulu, assistente de Rachel
- Woody Strode....... Muwango
- Juano Hernandez....... Kalanumu
- Frederick O'Neal....... Buderga
- Mary Wickes....... Marie Grieux
- Scatman Crothers....... Musinga
- Rafer Johnson....... Kosongo
- Charles Wood....... Mzimba
- Douglas Spencer....... Doutor Bikel